# Witostowice
Witostowice (deutsch Schönjohnsdorf, veraltet Nieder-Johnsdorf) ist ein Ort in der Stadt- und Landgemeinde Ziębice im Powiat Ząbkowicki der Woiwodschaft Niederschlesien in Polen.

## Geographie
Witostowice liegt acht Kilometer nördlich von Ziębice in den Strehlener Bergen abseits der Droga wojewódzka 395, die von Ziębice nach Strzelin verläuft. Nachbarorte sind Gębice und Nowolesie im Norden, Dobroszów (Dobrischau/Rummelsdorf) und Romanów im Nordosten, Płosa im Osten, Nowina und Jasienica (Heinzendorf) im Südosten, Skalice (Reumen) im Süden, Henryków, Brukalice (Taschenberg) und Raczyce (Rätsch) im Südwesten, Wadochowice (Wiesenthal) und Wilamowice (Willwitz) im Westen und Kazanów im Nordwesten.

## Geschichte

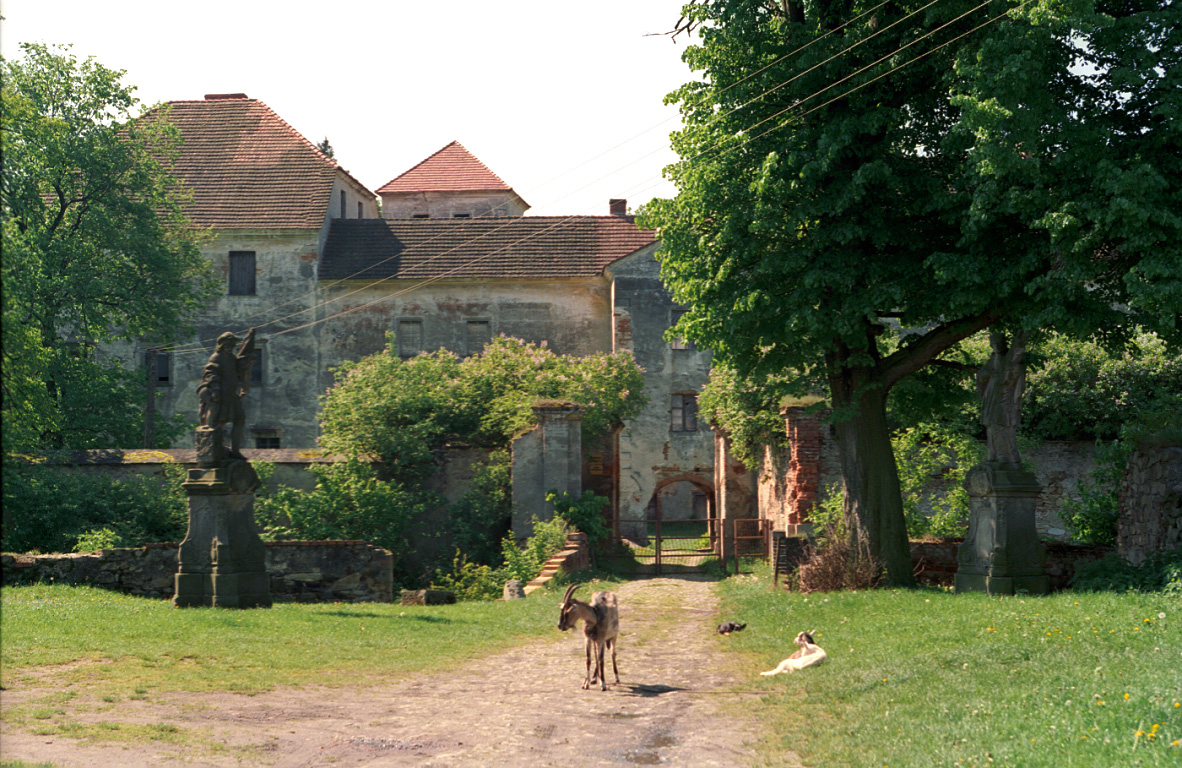
Ehemaliges Wasserschloss Witostowice (Schönjohnsdorf)

Die Ländereien um das spätere Schönjohnsdorf schenkte 1227 der damalige Landesherrn Herzog Heinrich I. dem im selben Jahr gegründeten Kloster Heinrichau. Östlich davon auf dem sogenannten Burgberg bestand schon wesentlich früher ein Kastell (castellum), das nach den Aufzeichnungen des Heinrichauer Gründungsbuches 1227 den Erben des Bauern „Colacs“ gehört haben soll. Dieses Kastell erlosch vermutlich nach der Schenkung an das Kloster Heinrichau.
Politisch gehörte das in der zweiten Hälfte des 13. Jahrhunderts gegründete „Withostowizi“/Johnsdorf zunächst zum Herzogtum Breslau und nach dessen Teilung 1278 zum Herzogtum Schweidnitz. Ab 1321 gelangte es an das neu gegründete Herzogtum Münsterberg, das 1336 unter König Johann von Luxemburg unter böhmische Lehenshoheit gelangte, die im selben Jahr von Bolko II. von Münsterberg im Vertrag von Straubing anerkannt wurde. Bereits ein Jahr vorher hatte der polnische König im Vertrag von Trentschin auf Schlesien verzichtet.
Es ist nicht bekannt, wann das Kloster Heinrichau das Dorf Johnsdorf wieder verkaufte. 1328 war es im Besitz des münsterbergisch-herzoglichen Dienstmanns Witzko von Johnsdorf, dem 1333 Jasko von Johnsdorf folgte. Für 1351 ist eine Wasserburg belegt, die möglicherweise die Nachfolge der erloschenen Feste auf dem Burgberg übernahm und in diesem Jahr im Besitz des Peter von Domantz war. 1374 gehörte Johnsdorf dem Ritter Wenzel von Haugwitz und 1413 dem Bernhard von Donyn. Ab 1463 war es im Besitz der Herren von Stosch, die es 1497 dem Peter von Sebottendorf verkauften, von dem es 1516 Przibislaus von Zierotin erwarb. Nach dem Tod des Herzogs Karl Christoph 1569, mit dem die Münsterberger Linie der Herren von Podiebrad erlosch, fiel Johnsdorf zusammen mit dem Herzogtum Münsterberg als erledigtes Lehen an die Krone Böhmen. Nachfolgend übertrug es der böhmische Landesherr Ferdinand III. in seiner Eigenschaft als König von Böhmen an die Familie von Burghaus. Sie erwarb in der Nachbarschaft weitere Dörfer und bestimmte Johnsdorf zum Mittelpunkt der gleichnamigen Herrschaft, die zeitweilig auch im Besitz der Herren von Zedlitz und Neukirch war. Für das Jahr 1707 ist Anna Karolina von Gallas, geborene Mansfeld als Besitzerin von Schönjohnsdorf belegt.
1739 wurde Schönjohnsdorf mit den zugehörigen Dörfern vom Heinrichauer Abt Gerhard Wiesner erworben. Nach dem Ersten Schlesischen Krieg fiel es wie fast ganz Schlesien 1742 an Preußen. Während der Zugehörigkeit zum Kloster Heinrichau wurde die Wasserburg in der zweiten Hälfte des 18. Jahrhunderts nach einem Brand wiederaufgebaut und zu einem Schloss ausgebaut, das als Residenz der Heinrichauer Äbte diente. Vermutlich zu dieser Zeit bürgerte sich der Ortsname Schönjohnsdorf ein. Nachdem das Kloster Heinrichau 1810 den preußischen König Friedrich Wilhelm III. aufgehoben wurde, gelangte das Klostergut und somit auch Schönjohnsdorf 1812 an dessen Schwester Friederike Louise Wilhelmine, die spätere Königin der Niederlande. 1863 wurde Schönjohnsdorf an die Großherzöge von Sachsen-Weimar verkauft, die es bis zur Enteignung 1945 besaßen.
Nach der Neugliederung Preußens gehörte Schönjohnsdorf seit 1815 zur Provinz Schlesien und war ab 1818 dem Landkreis Strehlen eingegliedert, von dem es zum 1. Oktober 1932 dem Landkreis Frankenstein zugeschlagen wurde. Seit 1874 gehörte die Landgemeinde Schönjohnsdorf zum gleichnamigen Amtsbezirk. 1939 zählte Schönjohnsdorf 562 Einwohner.
Als Folge des Zweiten Weltkriegs fiel Schönjohnsdorf 1945 wie der größte Teil Schlesien an Polen und wurde in Witostowice umbenannt. Die deutsche Bevölkerung wurde, soweit sie nicht vorher geflohen war, weitgehend weitgehend vertrieben. Die neu angesiedelten Bewohner waren teilweise Zwangsumgesiedelte aus Ostpolen, das an die Sowjetunion gefallen war.
Von 1975 bis 1998 gehörte Witostowice zur Woiwodschaft Wałbrzych.

## Sehenswürdigkeiten

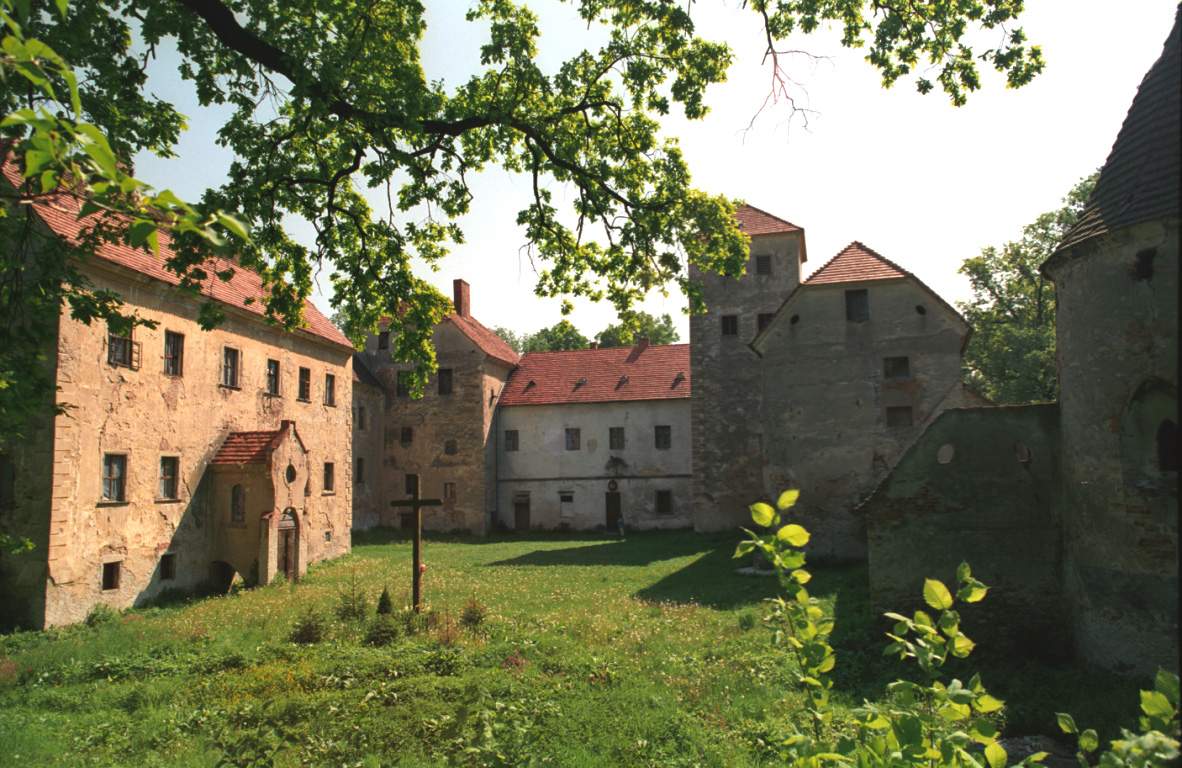

- Das Wasserschloss Schönjohnsdorf entstand an der Stelle einer Burg, die für das Jahr 1351 belegt ist. Nach 1463 wurde sie von den Herren von Stosch erweitert und in der zweiten Hälfte des 16. Jahrhunderts von den Herren von Burghaus im Stil der Renaissance umgebaut. Nach dem Übergang an das Kloster Heinrichau wurde sie von 1749 bis 1763 restauriert und nach einem Brand wiederaufgebaut. 1889 entstand an der Hofseite ein Vestibül im neugotischen Stil. Das Wasserschloss ist von einem doppelten Grabenring umgeben, der teilweise zugeschüttet ist. Über den äußeren Graben führt im Norden eine Brücke, vor der sich zwei Barockfiguren des hl. Florian und des böhmischen Landesheiligen Johannes Nepomuk befinden.
- Etwa zwei Kilometer nordöstlich von Witostowice liegen in einem Waldgebiet zwei Burgwälle:
  - Der Burgwall auf dem Kellerberg ist etwa 250 × 150 m groß und stark zerstört. Es stammt möglicherweise aus vorgeschichtlicher Zeit.
  - Etwa 400 m südöstlich des Kellerbergs liegt auf dem Burgberg der kleinere, etwa 48 × 120 m große Burgwall, der aus frühgeschichtlicher Zeit stammen soll und auf dem nach den Aufzeichnungen des Heinrichauer Gründungsbuches 1227 eine Feste stand, die damals den Erben des Bauern Colacs gehörte.

## Söhne und Töchter (Auswahl)
- Friedrich Schröter (1820–1888), Rittergutsbesitzer, Politiker